# La Gantoise HC
Maillots
La Gantoise HC, également connu sous le nom de Gantoise est un club de sport belge basé à Gand. Le club est surtout connu pour sa section hockey sur gazon avec les premières équipes masculines et féminines jouant dans la Belgian Hockey League.
Les femmes de la Gantoise sont les tenantes du titre actuel de la Ligue belge de hockey, ainsi que du Trophée d'Europe des clubs de hockey sur gazon,.

## Histoire
Alors que La Gantoise a été fondée en 1864, la section de hockey n'a été formée qu'en 1914.
La première édition de la Ligue belge de hockey, connue simplement sous le nom de "championnat" à l'époque, a eu lieu après la fin de la Première Guerre mondiale. La Gantoise s'est bien placée, terminant à la quatrième place, pour gagner l'année suivante.
Lors du 100e anniversaire du club, en 1964, La Gantoise compte 150 licenciés, formant 10 équipes.
Le club a continué de croître, formant finalement des équipes féminines, qui ont atteint le plus haut niveau du hockey belge en 2003. Trois ans plus tard, en 2006, l'équipe première féminine a atteint un sommet en devenant champions de Belgique pour la première fois.
Le deuxième terrain de La Gantoise porte le nom d'Yves Bernaert, l'un des anciens joueurs internationaux les plus prolifiques de Belgique.
En 2025, les Gantois parviennent à se qualifier pour la première fois de leur histoire en finale de l'Euro Hockey League, en venant à bout de Rotterdam (2-2 ; shoot-outs : 4-3). En finale, ils sont opposés aux Néerlandais de Bloemendaal et remportent la compétition pour la première fois (5-2).